# Ерік Журдан

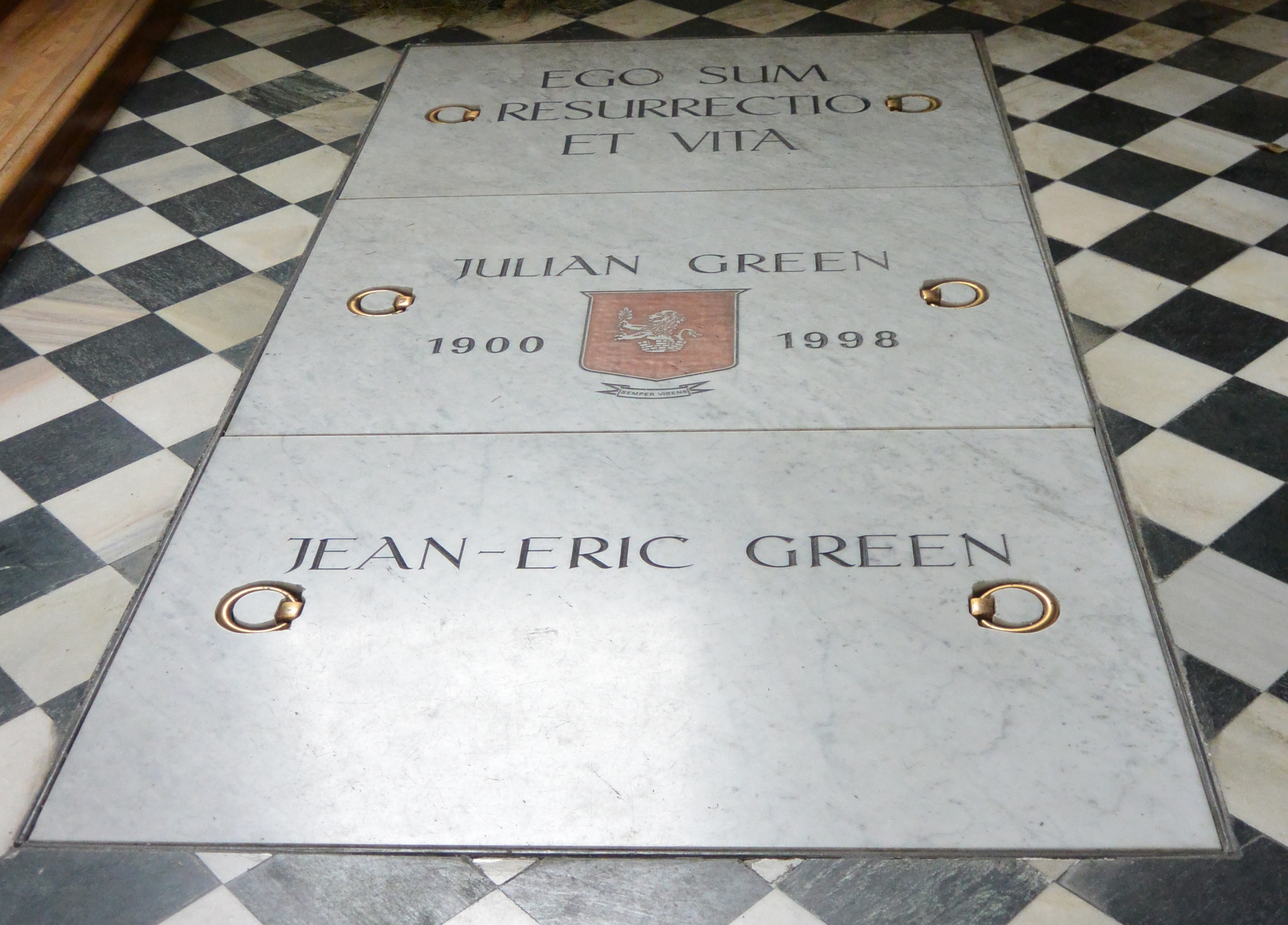
Могила Еріка Журдана і Жульєна Ґріна.

Ері́к Журда́н (фр. Éric Jourdan, відомий також як Жан-Ері́к Ґрін — фр. Jean-Éric Green, * 29 травня 1938 — 7 лютого 2015, Париж) — французький письменник. Прийомний син та коханець французького літератора Жульєна Ґріна.

## Біографія і творчість
З батьківського боку предки Журдана походять із Валлії та Країни Басків, з материнського — із Савойї та Південного Тиролю. Аж із десяти навчальних закладів виключили Еріка за неслухняність і аморальну поведінку. На виховання його взяв видатний літератор американського походження Жульєн Ґрін.
Маючи 17 років, Ерік написав роман «Зіпсовані янголи» («Les Mauvais Anges»). Книжка про садомазохістські гомосексуальні стосунки двоюрідних братів Жерара і П'єра посідає особливе місце в історії французької літератури, оскільки цензурна заборона цього твору протривала 30 років — довше, ніж на будь-який художній твір у XX столітті. Вперше роман заборонили зразу після його виходу — в 1955 році, а тоді повторно — в 1974 році. 17-літнього Журдана мали притягти до судової відповідальности за «образу громадської моралі», однак за автора заступилися співробітник ООН Поль Бонкур і адвокат П'єр Декав, що раніше захищав інтереси іншого письменника — Жана Жене, жертви цензурних утисків. Цензурну заборону зняли допіру 1985 року, й відтоді «Зіпсовані янголи» багато разів виходили у світ.
Другий роман Журдана «Погром» опубліковано 1958 року значно скороченим. Повна версія, без цензурних купюр, вийшла аж у 2005 році.
Головний твір Журдана — трилогію «Милосердя» («Charité»), «Бунт» («Révolte»), «Кров» («Sang») загалом понад тисячу сторінок — написано 1984 р. всього (зі слів самого автора) за 29 ночей. У 2008 році вийшов автобіографічний роман «Три серця» («Trois Cœurs»).
У більшості своїх текстів, тематично і стилістично споріднених експериментальним романам П'єра Ґійота, Журдан зосереджується на сексуальному насильстві в чоловічих спільнотах — школах, концтаборах і партизанських загонах.
Журдан також написав чимало п'єс. Одну з них 1987 року поставили в Парижі (35 вистав), потім на Таормінському фестивалі. Історія двох молодих анархістів, що після замаху сховалися на заводі. Твір називається «Чорний прапор» (Drapeau Noir).
Твори письменника перекладено англійською, німецькою й італійською мовами.
Якщо не брати до уваги участь у приготуванні кількох томів зібрання творів свого названого батька — Жульєна Ґріна, Журдан завжди демонстративно іґнорував літературне середовище. Він не давав інтерв'ю, публікувався переважно в невеликих еротичних видавництвах, а численні його твори так і залишилися невиданими. Журдан жив до смерті в Парижі, в тому помешканні, де Стендаль написав «Червоне і чорне». Помер 7 лютого 2015 року. 19 лютого цього ж року похований у Клагенфурті, в каплиці Діви Марії церкви святого Егідія, поряд з могилою названого батька — Жульєна Ґріна.

## Головні твори
- Les Mauvais Anges, préface de Robert Margerit, édition de la Pensée moderne, 1955; éditions de la Musardine, 2001. — «Зіпсовані янголи».
- Les Penchants obscurs, Plon, 1958. — «Погром».
- La dame de Pique, en collaboration avec Dita Parlo, adaptation libre de Pouchkine, scénario et dialogues avec Julien Green, film tourné en 1965. — «Пікова дама».
- Charité, éditions de la Différence, 1985. — «Милосердя».
- Qui est la ?, contes pour enfants, illustrations de Topor, Publisui, 1985. — «Хто там?».
- Barbe-Bleue, Croquemitaire and Co, illustrations de Paula Rego, 1986. — «Синя Борода, Страховище і Со».
- Drapeau Noir, 1987. — «Чорний прапор». П'єса.
- Anthologie de la peur, entre chien et loup, éditions du Seuil, 1989. — «Антологія страху: між псом і вовком». Есеї
- Révolte, Seuil, 1991. — «Бунт».
- Sang, Seuil, 1992. — «Кров».
- L'Amour Brut, Flammarion, 1993. — «Груба любов».
- Le Garçon de joie, Stock, 1993 ; La Musardine, 2006. — «Хлопець радости».
- Sexuellement incorrect, L'Atelier contemporain, 1995. — «Некоректно по-сексуальному».
- Pour Jamais, Joëlle Losfeld, 2001 ; éditions H&O, 2006. — «Щоб ніколи вже».
- Saccage, La Musardine, 2005 ; France Loisirs, 2006. — «Грабунок».
- Le Songe d'Alcibiade, H&O, 2006. — «Сон Алківіада».
- Le Jour de Gloire est arrivé (pièce de théâtre en collaboration avec Franz-Olivier Giesbert), J'ai lu humour, 2006. — «Настав день слави».
- Aux Gémonies, H&O, 2007. — «На публічну зневагу».
- Trois coeurs, Fayard — Pauvert, 2008. — «Три серця».
- Le jeune soldat, Fayard — Pauvert, 2009. — «Молодий солдат».
- Portrait d'un jeune seigneur en dieu des moissons, La Musardine, 2010. — «Портрет молодого пана в образі бога жнив».
- Lieutenant Darmancour, H&O, 2010. — «Лейтенант Дарманкур».
- Le Garçon et le Diable, H&O, 2011. — «Хлопець і чорт».